# 民主左翼連合 (ポーランド)
民主左翼連合（みんしゅさよくれんごう、ポーランド語: Sojusz Lewicy Demokratycznej）は、ポーランドにおける社会民主主義政党である。世界各国の中道左派・社会民主主義政党の国際的組織である社会主義インターナショナルに加盟している。現在の党首（2016年1月 - ）は、ヴウォズィミエジュ・チャルザスティ。

## 歴史

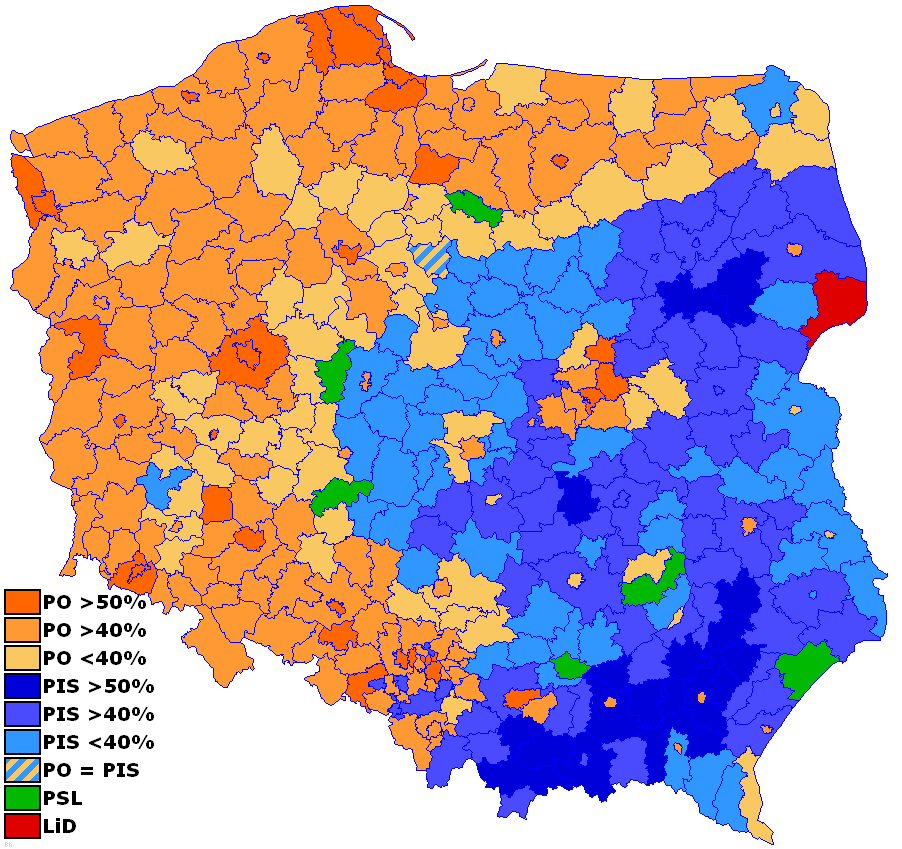
2007年総選挙における郡別政党支持強弱
PO＝市民プラットフォーム
PiS＝法と正義
LiD＝左翼と民主（左派の民主左翼連合と中道の民主党を中心とする中道左派選挙連合）
PSL＝ポーランド農民党

社会主義体制時代の支配政党であるポーランド統一労働者党（PZPR）が、前年1990年1月28日の第11回党大会で解党した直後に結成されたポーランド共和国社会民主党（SdRP）を軸にして結集した左派勢力の選挙準備団体（選挙連合）として1991年7月9日に発足した。
発足直後に行われた1991年議会選挙では60議席（得票率11.99％）を獲得して第2党となった。その後、1993年議会選挙では、171議席（20.4％）を獲得して第1党となり、第2党となった農民党（PSL）と連立政権を組んだ。しかし1997年議会選挙では164議席（27.13％）の獲得に留まり、独立自主管理労働組合「連帯」の流れを汲み保守勢力が結集して結成された「連帯」選挙行動（AWS）に敗れた。

### 政党連合から政党への移行
1997年の憲法改正で、社会団体が選挙に参加できなくなったことから、SLDは選挙連合から政党への転換を図り、1999年4月15日に連合に参加していた29組織が新党「民主左翼連合」を結成する署名を行って、政党へと移行した（政党登録は1999年4月26日）。この時、SLDは社会主義体制を明確に否定して社会民主主義路線を明確にした。
2001年議会選挙では労働連合（UP）と選挙連合（SLD-UP）を組み、216議席（41.0%）を得て圧勝。SLD-UPは第1党としてPSLと連立を組むことで、政権に返り咲いた（のちにPSLとの連立は解消された）。しかし、2002年12月末に明るみに出た民主左翼連合への贈賄疑惑（リヴィン･ゲート事件 RywinGate）をきっかけに支持率が急落し、2003年には5％前後まで低迷した。そして、党内では内部対立が表面化し、2004年3月には指導部の腐敗を批判する一部党員や議員が離脱して「ポーランド社会民主主義者」（SDPL）を結成した。

### 議会選挙での後退
2005年議会選挙では、SLDによる腐敗政治の打倒を目指した中道右派政党の法と正義（PiS）と市民プラットフォーム（PO）が勝利を収め、SLDは55議席（11.3%）に留まり第4党に転落した。その後、2006年の地方選挙においてSLDは自由主義政党の民主党（PD）やUP、SDPLと共に選挙連合「左翼と民主主義（LiD）」を結成した。翌2007年の議会選挙でもLiDで選挙に臨んだが、セイムで53議席（13.2％）を得るに留まった（セナトでの当選者は無し）。選挙後にLiD内部でPDとの対立が再燃し、統一議員団からPDとSDPLが離脱したため解散した。その後、UPと共同で議会会派「左翼」（Lewica、2010年9月24日に会派名を「民主左翼連合」に名称変更）を構成した。

### 党勢の復活
POとPiSの二大政党に挟まれ苦戦が続いてきたが、近年は党内の世代交代が進み、ナピェラルスキ党首をはじめ中央執行部は1989年の民主化後に入党した人々で占められるようになった。これにより民主化以前のポーランド統一労働者党時代の悪いイメージが徐々に払拭され、政策面でも北欧型の社会民主主義政党の色彩が強まった。このため支持率も回復し、つねに15%以上の支持率を獲得しているほか、ナピェラルスキ党首はその知的で温厚なイメージにより11年の世論調査では支持率51%を獲得、現在のポーランドでもっとも信頼を集める政治家になっている。
2011年5月10日、SLDの有力議員でナピェラルスキ党首と対立関係にあるアルトシュ・アルウコヴィッチが、メディアで取りざたされている同年秋のポーランド議会選挙におけるPiSとの選挙協力に反発してSLDを離脱し、トゥスク政権の国務大臣に就任と議会選挙でPOから出馬することを明らかにした。

### 2011年議会選挙
2011年10月5日に投票が行われる議会選挙に向け、SLDは8月22日に選挙プログラムを発表した。プログラムでは「不安のない明日」をスローガンに、最低賃金や年金額の引き上げなど社会保障政策の充実、妊娠中絶の合法化、アフガニスタンに駐留しているポーランド軍の早期撤退などを公約として掲げた。
選挙の結果、POを離党したヤヌシュ・パリコトが結成したリベラル系新党「パリコト運動」が躍進したあおりを受けて支持率を大きく減らし、下院において前回より半分近く議席を減らして惨敗、第3党から第5党に転落した。また選挙後には一部議員が離党しパリコト運動に移籍するなど党勢を更に減らす結果となった。12月に行われた臨時党大会でナピェラルスキ党首が退き、新党首としてレシェク・ミレル元首相が選出された。
2012年4月に行われた党大会ではミレルが党員から9割以上の支持を集めて党首に再選。ミレルは右派に対抗する代替政治勢力の建設を主張、また政府が進める年金制度改革を批判した。一方で、同年12月には欧州議会議員であるマレク・シヴィエツが、SLDが元大統領のクァシニエフスキやパリコト運動との統合に消極的なことを理由に、同党を離党した。

### 左派勢力の統合に向け
2013年2月、ミレルがクァシニエフスキと会談。左派政党の再建に向けた議論で双方で左派の定義についての相違はあったが、協議を継続することで一致。同月には、2014年に行われる欧州議会議員選挙に向けた政治連合「欧州のための連合」を結成するため、クァシニエフスキら左派政治家に連合への参加を呼び掛けた。しかし、クァシニエフスキはパリコト運動と共に欧州議会議員選挙に向けた統合した左派議員リスト「欧州プラス」の結成計画を発表した。この「欧州プラス」にSLD議員からも協力する動きが出たことに対し、3月6日のSLD幹部会にて協力した下院議員のカリシュに対する3ヶ月間の党員資格停止処分が決定された。そして4月のSLD党規律委員会でクァシニエフスキとパリコトが主導する「欧州+イニシアティブ」に協力し続けたとして党員資格が剥奪される事態となった。
SLDを追放されたカリシュは、「欧州プラス」に合流する意向を示した。

### 2015年大統領選挙と議会選挙での惨敗
党勢が低迷し続けてきたSLDは、「みんなの運動」（TR）を含めた幅広い左派勢力と共同を目指すか、SLDの旗を前面に出すか、方針が揺れ続けてきた。こうした方針のブレは2015年5月に行われた大統領選挙で表面化、TR出身のゲイの政治家や女性政治家を推す党外の声を抑えて、党首であるレシェク・ミレルの判断で知名度が低く政治経験が浅い30代の女性歴史家マグダレナ・オグレクを候補に擁立した。しかし、候補者としての見解や消極的な選挙運動の姿勢からSLDは支援を放棄、オグレクの得票は2.4％と前回選挙で元党首のナピエノ・ラルスキが得た13.7％を遥かに下回る物となった。同年10月に行われた議会選挙では、TRやポーランド社会党（PPS、戦前に存在した同名の政党とは別個の政党）、労働連合、緑の党（Zieloni）と政党連合「統一左派」（ZL:Zjednoczona Lewica ）を結成して選挙に臨んだが、7.55％の得票を得るにとどまり、政党連合が阻止条項である8％（ポーランド議会では政党連合が議席を得るには8％以上の得票が必要。政党単独では5％以上）を上回る事が出来ず、議席を獲得できなかった。この結果、戦後初めて旧共産党系政党が議会から姿を消すことになった。
選挙の翌年2016年1月に行われた党首選挙でヴウォズィミエジュ・チャルザスティを新たな党首に選出した。

### 2019年議会選挙
2019年議会選挙ではラゼム党および春と共に統一左派を結成した。統一左派は全体の12.6%の得票を獲得し、下院では49議席（うち民主左翼連合は24議席）を獲得した。上院では統一左派全体では2議席を獲得したが、民主左翼連合は議席を獲得できなかった。

## 理念と政策

### 理念
北欧型の社会民主主義である。普通選挙による複数政党制という民主主義の枠組みで、市民の社会や経済における一定の平等化を志向する。ノーラン・チャートでは左上の社会主義にあたる。

### 社会政策
過去はリベラルであったが、近年はカトリックの価値観を尊重した保守主義に穏健な形でシフトしている。しかしカトリックの価値観も社会的（特に民族的・文化的）にかなりリベラルでコスモポリタンな要素で構成されていることから、この政党の基本スタンスはやはりリベラルである。グジェゴシュ・ナピェラルスキ党首も自身がカトリックであり、その宗教的道徳観からは逸脱した政策は採用しない。

### 経済政策
典型的な社会民主主義であり、市場原理を尊重しながらも、戦略的に重要な企業の国営化を含む一定の計画経済、所得再分配、社会福祉制度の強化を志向する。海外投資の誘致に際しては、価格ではなく質を最優先にすべき考えを示している。

### 外交
アメリカ合衆国と北大西洋条約機構（NATO）との関係を最重要視し、欧州連合（EU）や旧ソ連諸国とも協調外交を目指す。

## 選挙における成績

### 国会議員選挙
| 年月日                 | 得票数    | 得票率 | 議席      | 備考                                                 |
| ---------------------- | --------- | ------ | --------- | ---------------------------------------------------- |
| 1991年10月27日（詳細） | 1,344,820 | 11.99% | 60 / 460  |                                                      |
| 1993年9月19日（詳細）  | 2,185,169 | 20.41% | 171 / 460 |                                                      |
| 1997年9月27日（詳細）  | 3,551,224 | 27.13% | 164 / 460 |                                                      |
| 2001年9月23日（詳細）  | 5,342,519 | 41.04% | 216 / 460 | UPとの選挙連合（SLD-UP）                             |
| 2005年9月25日（詳細）  | 1,335,257 | 11.31% | 55 / 460  |                                                      |
| 2007年10月21日（詳細） | 2,122,981 | 13.51% | 53 / 460  | SLDとUP、PD、SDPLの選挙連合「左翼と民主主義（LiD）」 |
| 2011年10月9日（詳細）  | 1,184,303 | 8.24%  | 27 / 460  |                                                      |
| 2015年10月25日（詳細） | 1,147,102 | 7.55%  | 0 / 460   | 政党連合「統一左派」（ZL）                           |
| 2019年10月13日（詳細） | 2,319,946 | 12.56% | 24 / 460  | 政党連合「統一左派」（ZL）                           |

| 年月日                 | 議席     | 備考                     |
| ---------------------- | -------- | ------------------------ |
| 1991年10月27日（詳細） | 4 / 100  |                          |
| 1993年9月19日（詳細）  | 37 / 100 |                          |
| 1997年9月27日（詳細）  | 28 / 100 |                          |
| 2001年9月23日（詳細）  | 75 / 100 | UPとの選挙連合（SLD-UP） |
| 2005年9月25日（詳細）  | 0 / 100  |                          |
| 2007年10月21日（詳細） | 0 / 100  |                          |
| 2011年10月9日（詳細）  | 0 / 100  |                          |
| 2015年10月25日（詳細） | 0 / 100  |                          |
| 2019年10月13日（詳細） | 0 / 100  |                          |

### 欧州議会議員選挙
| 年月日                | 得票数  | 得票率 | 議席   | 備考                     |
| --------------------- | ------- | ------ | ------ | ------------------------ |
| 2004年6月13日（詳細） | 569,311 | 9.35%  | 5 / 54 | UPとの選挙連合（SLD-UP） |
| 2009年6月7日（詳細）  | 908,765 | 12.34% | 7 / 50 | UPとの選挙連合（SLD-UP） |
| 2014年5月25日（詳細） | 667,319 | 9.44%  | 5 / 51 | UPとの選挙連合（SLD-UP） |